# 瓦西里·科拉羅夫
瓦西里·佩特罗夫·科拉羅夫 1877年7月16日—1950年1月23日 ）保加利亚共产党领导人和共产国际主要工作人员，1922年至1924年为共产国际总书记。1949-1950年任保加利亚部长会议主席。

## 生平
科拉羅夫出生在奥斯曼帝国舒门，是一个鞋匠的儿子。在瓦尔纳高中毕业后，从1895年到1897年他在尼科波尔当过老师。
1897年科拉羅夫加入保加利亚社会民主工党(BWSDP)。他在法国普罗旺斯地区艾克斯和日内瓦大学学习法律，在1900年毕业后在他的家乡当律师，1904年在普罗夫迪夫当律师。 
保加利亚社会民主工党分裂后，他拥护迪米塔尔·布拉戈耶夫紧密派Tesniak (Narrow)的社会主义革命，1904年到1912年领导普罗夫迪夫当地紧密派。1905年他被任命组织管理中心委员会成员。代表紧密派（Tesniak）组织出席第二国际在斯图加特(1907)和哥本哈根(1910)的代表大会。1913年科拉羅夫当选为保加利亚国民议会议员。
1919年4月保加利亚共产党成立，科拉羅夫当选为中央委员会第一书记。1920年在罗马尼亚被捕，不能参加第二次共产国际世界大会，仍被选为共产国际执行委员会成员，释放后在共产国际工作。1923年初他代表共产国际前往中欧和西欧，参加在巴黎、法兰克福、奥斯陆、和布拉格共产主义集会。1923年6月，科拉羅夫在参加莫斯科共产国际执行委员会第三届扩大全会之前秘密返回保加利亚，8月5日被迅速逮捕，9月格奥尔基·季米特洛夫领导保加利亚共产党组织九月起义，他是革命委员会成员。革命失败后被迫逃到南斯拉夫和奥地利。
科拉羅夫是1928年到1939年时解散的农民国际执行委员会主席，他在此期间还担任在莫斯科的国际农业研究所主任。1943年科拉羅夫签署了一份文件，正式解散共产国际。1945年科拉羅夫回到保加利亚，并被再次选为国会议员。1946年被选为保加利亚临时主席团主席，1947年12月在格奥尔基·季米特洛夫领导的政府中担任部长会议副主席兼外交部长 。季米特洛夫去世后，科拉羅夫接任部长会议主席，几个月之后1950年1月23日他在索非亚去世。他出生的城市舒门1950年和1965年之间被改名为“科拉羅夫格拉德”（Kolarovgrad）。